# Acario Cotapos
Acario Cotapos;  (Concepción, 1860 - Temuco, 1927). Fue un político liberal chileno. Apasionado predicador de las masas, popular tribuno y agitador liberal. Realizó sus estudios en el Liceo de Concepción. 
Miembro del Partido Liberal. Elegido Diputado por Temuco y Imperial (1885-1888) (1888-1891)  y (1891-1891). Participó de la comisión permanente de Guerra y Marina.